# Kalyptrazetes americanus
Kalyptrazetes americanus är en kvalsterart som beskrevs av Sandór Mahunka 1995. Kalyptrazetes americanus ingår i släktet Kalyptrazetes och familjen Microzetidae. Inga underarter finns listade i Catalogue of Life.